# آكيو ساتو (سياسي)
آكيو ساتو هو سياسي ياباني، ولد في 10 فبراير 1943. حزبياً، نشط في الحزب الليبرالي الديمقراطي الياباني. وقد انتخب عضو مجلس المستشارين (12 يوليو 1998 – 25 يوليو 2010).

## وصلات خارجية
- الموقع الرسمي